# Clytocosmus helmsi
Clytocosmus helmsi är en tvåvingeart som beskrevs av Frederick Askew Skuse 1890. Clytocosmus helmsi ingår i släktet Clytocosmus och familjen storharkrankar. Inga underarter finns listade i Catalogue of Life.